# Jiutaisaurus xidiensis
Jiutaisaurus xidiensis es la única especie conocida del género extinto  Jiutaisaurus  ( “lagarto Jutai”) de dinosaurio sauropodomorfo saurópodo, que vivió a mediados del período Cretácico, hace aproximadamente 120 millones de años en el Aptiense, en lo que es hoy Asia. Encontrado en la Formación Quantou, cerca de la villa de Xidi, Jutai, en la Provincia de Jilin, China. Conocido por 18 vértebras de la base de la cola con los cheurones, fue descrito por Wu et al. en 2006. A diferencia de los titanosaurianos, las articulaciones de las vértebras son anficelas y no procelosas conmo en la mayoría de estos.